# Pietro Vierchowod
Pietro Vierchowod (ukránul: Петро Іванович Верховод, oroszul: Пётр Иванович Верховод; Calcinate, 1959. április 6. –) olasz labdarúgó, 2001 óta edzősködik.
Játékos-pályafutása alatt származása miatt a lo Zar (a Cár) becenevet kapta, mert ukrán édesapja a Munkás-paraszt Vörös Hadseregben szolgált.

## Statisztika

### Góljai az olasz válogatottban
| #  | Dátum              | Ellenfél | Eredmény | Kiírás       | Esemény |
| -- | ------------------ | -------- | -------- | ------------ | ------- |
| 1. | 1990. december 22. | Ciprus   | 4 – 0    | Eb-selejtező | 5' 14'  |
| 2. | 1993. március 24.  | Málta    | 6 – 1    | Vb-selejtező | 48'     |

### Edzőként
| Csapat          | –tól             | –ig              | Statisztika | Statisztika | Statisztika | Statisztika | Statisztika | Statisztika | Statisztika | Statisztika |
| Csapat          | –tól             | –ig              | M           | GY          | D           | V           | RG          | KG          | GK          | GY %        |
| --------------- | ---------------- | ---------------- | ----------- | ----------- | ----------- | ----------- | ----------- | ----------- | ----------- | ----------- |
| Budapest Honvéd | 2014. július 26. | 2014. október 4. | 10          | 3           | 1           | 6           | 9           | 14          | –5          | 30%         |

1. ↑  pietro-vierchowod